# Vicia montenegrina
Vicia montenegrina là một loài thực vật có hoa trong họ Đậu. Loài này được Rohlena miêu tả khoa học đầu tiên.